# Thomisus hui
Thomisus hui es una especie de araña cangrejo del género Thomisus, familia Thomisidae. Fue descrita científicamente por Song & Zhu en 1995.

## Distribución
Esta especie se encuentra en China.